# Электроника Б3-36
Электро́ника Б3-36 — советский карманный калькулятор. Выпускался с 1979 года, продавался по цене 210 рублей, после 1980 года - по цене 120 рублей, в декабре 1981 года цена была снижена до 70 рублей. Позднее переименован в «Электроника МК-36».
Калькулятор выполняет четыре арифметические операции, вычисление натуральных и десятичных логарифмов и антилогарифмов, прямых и обратных тригонометрических функций, обратных величин, факториала, вычисления с двухуровневыми скобками, возведение в степень, извлечение корней и операции с памятью. Отличительная особенность — возможность выполнять четыре арифметических действия (а не только сложение и вычитание) в регистре памяти. Впоследствии этот калькулятор выпускался как Электроника МК-36.

Один наиболее «способных» аппаратов «Электроника Б3-36». Он выполняет сложные расчеты и поэтому незаменим в инженерной практике. Микрокалькулятор «знает» четыре арифметических действия, возведение в степень, извлечение корня, перевод градусной меры в радианную и обратно, легко совершает операции с памятью.— Коммерческий вестник, 1983

## Технические характеристики
- Элементная база:
  - К145ИП15 — управляющая микросхема (18 тыс. транзисторных структур, выполненных по р-МДП-технологии на кристалле 5,2x5,5 мм)[3];
- Дисплей: вакуумный люминесцентный (типа ИЛЦ2-12/8Л), содержит 12 числовых и знаковых разрядов;
- Клавиатура: 25 клавиш, 2 переключателя (питание и единицы измерения углов градусы/радианы);
- Питание: от трёх аккумуляторов Д-0,25 1,2В или от блока питания типа Д2-10М. Время работы от полностью заряженных аккумуляторов составляет семь часов.

## Фотографии
|  |  |  |  |  |
|  |  |  |  |  |

Экземпляры, представленные на фотографиях, 1981 года выпуска.